# Hannu Toivonen
Hannu Toivonen, född 18 maj 1984 i Kalvola, Finland, är en finländsk professionell ishockeymålvakt som spelar för Ilves i FM-ligan.
Toivonen valdes av Boston Bruins i första rundan som 29:e spelare totalt i NHL-draften 2002.
Toivonen har tidigare representerat klubbar från bland annat FM-ligan och NHL.

## Spelarkarriär
- HPK 2001–2003
- Providence Bruins 2003–2007
- Boston Bruins 2005–2007
- St. Louis Blues 2007–08
- Ilves 2008–09, 2015–
- Peoria Rivermen 2009–10
- Rockford IceHogs 2010–11
- Malmö Redhawks 2011–12
- Orlando Solar Bears 2012–13
- Toledo Walleye 2013–14
- Vasa Sport 2014–2015